# Thomisus socotrensis
Thomisus socotrensis är en spindelart som beskrevs av Ansie S. Dippenaar-Schoeman och van Harten 2007. Thomisus socotrensis ingår i släktet Thomisus och familjen krabbspindlar.
Artens utbredningsområde är Socotra. Inga underarter finns listade i Catalogue of Life.